# Georg Kleine
Georg Kleine (* 13. Dezember 1881 in Kassel; † 15. Juli 1944 in Kiel) war ein deutscher Marineoffizier, zuletzt Konteradmiral im Zweiten Weltkrieg.

## Leben
Kleine trat am 7. April 1900 in die Kaiserliche Marine ein, absolvierte seine Schiffsausbildung auf der Kreuzerfregatte Moltke und kam anschließend an die Marineschule, an der er am 19. April 1901 zum Fähnrich zur See ernannt worden war. Nach dem erfolgreichen Abschluss versetzte man ihn auf das Linienschiff Kaiser Friedrich III. und beförderte ihn am 27. September 1903 zum Leutnant zur See. Am 1. Oktober 1903 kam er an Bord des Kleinen Kreuzers Nymphe und wurde zunächst als Adjutant, dann als Wachoffizier eingesetzt. Am 1. Oktober 1904 erfolgte seine Versetzung auf das vor Deutsch-Südwestafrika im Einsatz befindliche Stationsschiff Habicht. Auf dem Kanonenboot wurde er am 21. März 1905 zum Oberleutnant zur See befördert und ab 3. Oktober 1905 für zwei Jahre auf dem Großen Kreuzer Prinz Adalbert als Wachoffizier eingesetzt. Kleine kam dann als Kompanieoffizier zur 1. Schiffstammdivision. Nachdem er vom 10. Februar bis 31. März 1908 einen Lehrgang auf dem Artillerieschulschiff Mars absolviert hatte, erfolgte bis Ende September 1908 seine Verwendung als Lehrer an der Schiffsartillerieschule in Kiel. Als Wachoffizier wurde er anschließend auf den Kleinen Kreuzer Königsberg versetzt und am 16. Oktober 1909 zum Kapitänleutnant befördert.
Als solcher wurde Kleine am 15. September 1910 zum Kompaniechef der Matrosenartillerie-Abteilung Kiautschou ernannt und schiffte sich am 4. Januar 1911 mit seiner Einheit nach Kiautschou ein. Bis 27. Februar 1914 sollte er dort diese Einheit führen. Nach seiner Heimkehr wurde er zunächst zur Verfügung der I. Werftdivision gestellt und vom 25. Mai bis 17. Juni 1914 dort als Kompanieoffizier verwendet. Dann folgte die Versetzung auf das Großlinienschiff Kaiser als 3. Artillerieoffizier. Kleine verblieb auch nach Ausbruch des Ersten Weltkriegs an Bord, war kurzzeitig vom 22. Oktober bis 9. November 1914 in gleicher Funktion auf dem Großlinienschiff Markgraf, bevor er auf die Kronprinz kam. Dort setzt man ihn zunächst als 2., dann als 1. Artillerieoffizier ein und beförderte Kleine am 17. März 1918 zum Korvettenkapitän.
Nach Kriegsende folgte bis 30. Dezember 1918 die Verwendung im Abwicklungskommando des III. Geschwaders. Bis 16. März 1920 fungierte Kleine als Erster Offizier auf dem Kleinen Kreuzer Königsberg. Vom 17. März bis 14. Mai 1920 wurde Kleine beurlaubt und anschließend bis 22. Juli 1920 in der Waffenabteilung der Admiralität verwendet. Er versah dann zunächst als Referent, ab 18. Oktober 1922 als Chef des Stabes Dienst in der Inspektion der Marineartillerie und wurde zwischenzeitlich am 1. Januar 1924 Fregattenkapitän. Am 10. Januar 1925 folgte die Ernennung zum Kommandanten des Kleinen Kreuzers Nymphe, auf dem er zum Beginn seiner Karriere bereits aktiv war. Man setzte Kleine am 22. September 1926 als Kommandeur der Schiffsartillerieschule ein und beförderte ihn kurz darauf am 1. Oktober 1926 zum Kapitän zur See. Kleine gab dieses Kommando am 29. September 1930 am und wurde einen Tag später unter gleichzeitiger Beförderung zum Konteradmiral aus der Marine verabschiedet.
Am 24. Mai 1939 erfolgte seine Reaktivierung in die Kriegsmarine. Zunächst blieb er ohne Verwendung und fungierte dann in Vertretung für Konteradmiral Erich Mahrholz vom 7. April bis 29. Oktober 1941 als Kommandant der Seewasserstraße Kaiser-Wilhelm-Kanal. Anschließend ernannte man ihn zum Abschnittskommandant Rügen-Hiddensee. Am 27. Juli 1943 wurde Kleine zur Disposition des Befehlshabers des Marineoberkommandos Ostsee gestellt und am 31. August 1943 endgültig in den Ruhestand versetzt.

## Auszeichnungen
- Eisernes Kreuz (1914) II. und I. Klasse[1]
- Roter Adlerorden IV. Klasse[1]
- Südwestafrika-Denkmünze in Stahl[1]
- Friedrich-August-Kreuz I. Klasse[1]